# Chlorophorus aurantiacus
Chlorophorus aurantiacus là một loài bọ cánh cứng trong họ Cerambycidae.